# Dixon Lane-Meadow Creek (Kalifornija)
Dixon Lane-Meadow Creek je naseljeno područje za statističke svrhe u američkoj saveznoj državi Kalifornija. Prema popisu stanovništva iz 2010. u njemu je živjelo 2,645 stanovnika.